# Список церквей Еревана

Список христианских церквей Еревана.
Альтернативные названия даны в скобках, географические уточнения указаны через запятую.

## Действующие церкви

### Армянская апостольская церковь
| Название                                   | Оригинальное название                         | Изображение                                             | Дата постройки | Местоположение                  | Примечания                     |
| ------------------------------------------ | --------------------------------------------- | ------------------------------------------------------- | --- | ------------------------------- | ------------------------------ |
| Церковь Святой Богородицы Катогике         | арм. Կաթողիկե Սուրբ Աստվածածին եկեղեցի        |                                                         | 1264 | 40°11′04″ с. ш. 44°31′08″ в. д. |                                |
| Церковь Святого Иакова, Канакер            | арм. Քանաքեռի Սուրբ Հակոբ եկեղեցի             |                                                         | 1504 год основания. Разрушен в 1679 году, восстановлен в 1695 году                                                    | 40°13′13″ с. ш. 44°32′06″ в. д. |                                |
| Церковь Святой Богородицы Зоравор          | арм. Սբ. Զորավոր Աստվածածին եկեղեցի           |                                                         | основан в IX веке, перестроен в 1632-1635 годах, разрушен в 1679 году и восстановлен в 1693                           | 40°11′10″ с. ш. 44°30′35″ в. д. |                                |
| Церковь Св. Георгия, Норагавит             | арм. Նորագավիթի Սբ. Գևորգ եկեղեցի             |                                                         | X век. Разрушен в 1679 году, восстановлен в 1694 году                                                                 | 40°07′03″ с. ш. 44°28′26″ в. д. |                                |
| Церковь Святого Иоанна Крестителя          | арм. Սբ. Հովհաննես Մկրտիչ եկեղեցի             |                                                         | Основан в 670 году, разрушен в 1679 году, восстановлен в 1680-1710                                                    | 40°11′07″ с. ш. 44°30′14″ в. д. |                                |
| Собор Святого Саркиса                      | арм. Սբ. Սարգիս առաջնորդանիստ եկեղեցի         |                                                         | построен в 1450 году, разрушен в 1679 году, восстановлен в 1691-1705 году, перестроен в 1835-1842                     | 40°10′38″ с. ш. 44°30′08″ в. д. |                                |
| Церковь Святого Воскресения (Сурб Кириаки) | арм. Եկեղեցի Ս. Կիրակի                        |                                                         | Основан в IX веке, перестроен в XIX веке                                                                              | 40°07′03″ с. ш. 44°28′24″ в. д. |                                |
| Часовня Святого Анании                     | арм. Սուրբ Անանիայի մատուռը                   |                                                         | Основан в 870 году. Перестроен в 1601 году. Разрушен в 1679 году. Восстановлен в 1693 году. Реставрирован в 1889 году | 40°11′10″ с. ш. 44°30′34″ в. д. |                                |
| Часовня Зоравор (Сурб Хач)                 | арм. Սբ. Խաչ Զորավոր մատուռ                   |                                                         | 1991 |                                 |                                |
| Церковь Святой Богородицы, Норк            | арм. Նորքի Սբ. Աստվածածին եկեղեցի             | Yerevan, Nork-Marash district, Surp Astvatsatsin Church | 1995 | 40°11′13″ с. ш. 44°32′28″ в. д. |                                |
| Церковь Святой Богородицы, Малатия         | арм. Մալաթիայի Սբ. Մարիամ Աստվածածին եկեղեցի  |                                                         | 1998 | 40°10′46″ с. ш. 44°27′26″ в. д. | Архитектор: Грач Гаспарян      |
| Церковь Святых Мучеников Вардананц         | арм. Ս. Վարդանանց Նահատակաց եկեղեցի           |                                                         | 1998 | 40°09′38″ с. ш. 44°27′15″ в. д. |                                |
| Церковь Святого Саркиса, Нор Норк          | арм. Նոր Նորքի (V զանգված) Սբ. Սարգիս եկեղեցի |                                                         | 2000 | 40°10′54″ с. ш. 44°33′55″ в. д. | Архитектор: Багдасар Арзуманян |
| Собор Святого Григория Просветителя        | арм. Սբ. Գրիգոր Լուսավորիչ մայր եկեղեցի       |                                                         | 2001 | 40°10′19″ с. ш. 44°31′00″ в. д. | Архитектор: Степан Куркчян     |
| Церковь Святой Богородицы, Аван            | арм. Ավանի Սբ. Աստվածածին եկեղեցի             |                                                         | 2002 | 40°13′11″ с. ш. 44°34′59″ в. д. |                                |
| Церковь Святых Мучеников, Давидашен        | арм. Դավթաշենի Սրբոց Նահատակաց եկեղեցի        |                                                         | 2003 | 40°12′50″ с. ш. 44°29′19″ в. д. |                                |
| Церковь Святой Троицы                      | арм. Սուրբ Երրորդություն եկեղեցի              |                                                         | 2005 | 40°10′28″ с. ш. 44°26′32″ в. д. |                                |
| Церковь Святого Креста (Сурб Хач)          | арм. Սուրբ Խաչ եկեղեցի                        |                                                         | 2006 | 40°07′39″ с. ш. 44°26′45″ в. д. | Архитектор: Грач Гаспарян      |
| Церковь Святой Богородицы, Нор Норк        | арм. Նոր Նորք Ս. Աստվածածին եկեղեցի           |                                                         | 2014 | 40°11′57″ с. ш. 44°33′44″ в. д. |                                |
| Церковь Святых Мучеников, Нубарашен        | арм. Սրբոց Նահատակաց եկեղեցի                  |                                                         | 2015 | 40°05′19″ с. ш. 44°32′54″ в. д. |                                |
| Церковь Святой Анны                        | арм. Սուրբ Աննա Եկեղեցի                       |                                                         | 2015 | 40°11′04″ с. ш. 44°31′09″ в. д. | Архитектор: Артак Гулян        |
| Церковь Святого Креста, Арабкир            | арм. Սուրբ Խաչ եկեղեցի                        |                                                         | 2018 | 40°12′21″ с. ш. 44°31′28″ в. д. | Архитектор: Артак Гулян        |

### Русская православная церковь
| Название                          | Армянское название                                   | Изображение | Дата постройки | Местоположение                  | Примечания                                                                     |
| --------------------------------- | ---------------------------------------------------- | ----------- | -------------- | ------------------------------- | ------------------------------------------------------------------------------ |
| Храм Покрова Пресвятой Богородицы | арм. Քանաքեռի Սուրբ Աստվածածին ռուս ուղղափառ եկեղեցի |             | 1916           | 40°13′27″ с. ш. 44°32′44″ в. д. | Первоначально была посвящена Александру Невскому. Архитектор: Ф. М. Вержбицкий |
| Крестовоздвиженский храм (Ереван) | арм. Սուրբ Խաչ եկեղեցի                               |             | 2017           | 40°09′34″ с. ш. 44°28′10″ в. д. | Архитектор: Елена Гурова                                                       |

## Недействующие церкви

### Армянская апостольская церковь
| Название                                  | Оригинальное название                             | Изображение | Дата постройки                                                           | Местоположение                  | Примечания    |
| ----------------------------------------- | ------------------------------------------------- | ----------- | ------------------------------------------------------------------------ | ------------------------------- | ------------- |
| Аванский храм                             | арм. Ավանի տաճար                                  |             | 560-602 годы. Разрушен в 1679 году                                       | 40°12′54″ с. ш. 44°34′19″ в. д. | Полуразрушен  |
| Часовня Пресвятой Богородицы              | арм. Սբ. Աստվածածին մատուռը                       |             | Основан в V-VII веках, перестроен в XIII-XIV веках.Разрушен в 1679 году  | 40°12′46″ с. ш. 44°34′41″ в. д. | Полуразрушена |
| Часовня Святого Иоанна (Святого Ованнеса) | арм. Սբ. Հովհաննես մատուռը                        |             | Основан в V-VII веках, перестроен в XIII-XIV веках. Разрушен в 1679 году | 40°12′44″ с. ш. 44°34′40″ в. д. | Полуразрушена |
| Церковь Святой Богородицы, Канакер        | арм. Քանաքեռի Սբ. Աստվածածին եկեղեցի              |             | XV век. Разрушен в 1679 году, восстановлен в 1695                        | 40°13′18″ с. ш. 44°32′03″ в. д. |               |
| Старая церковь, Аван                      | арм. Եկեղեցի Ս. Աստվածածին (Ավանի Ծխական Եկեղեցի) |             | XIX век                                                                  |                                 |               |

## Утраченные церкви

### Армянская апостольская церковь
| Название                              | Оригинальное название                | Изображение | Дата постройки | Местоположение | Примечания |
| ------------------------------------- | ------------------------------------ | ----------- | --- | -------------- | --- |
| Церковь Святых Павла и Петра          | арм. Սբ. Պողոս Պետրոս եկեղեցի)       |             | Основан как языческий храм в 230-240 годах, перестроен в качестве христианской церкви в 450-510 годах,перестраивался в 670-х годах, в 1160-1170-х годах,был разрушен в 1679 году, восстановлен в 1778-1820 годах, снесен в 1933 году |                | Снесена в 1930-х годах |
| Церковь Святой Катогике               | арм. Սբ. Կաթողիկե եկեղեցի            |             | Конец XVII века |                | Разрушена в декабре 1936 — марте 1937                                                                                     |
| Гетсеманская часовня                  | арм. Գեթսեմանի մատուռ                |             | Построен в XI-XIII вв.. Разрушен в 1679 году, восстановлен в 1690 году |                | Разрушена в 20-х годах XX века. На этом месте сейчас находится здание театра оперы и балета имени Александра Спендиарова. |
| Млерская часовня                      | арм. Մլեր մատուռ                     |             | XIX век |                | Снесена 1930-х годах. На этом месте расположен Пантеон имени Комитаса                                                     |
| Церковь Святого Григория Просветителя | арм. Սուրբ Գրիքոր Լուսավորիչ եկեղեցի |             | 1869-1900 |                | Снесена в конце 40-х годов XX века                                                                                        |

### Русская православная церковь
| Название         | Армянское название              | Изображение | Дата постройки | Местоположение | Примечания                                    |
| ---------------- | ------------------------------- | ----------- | -------------- | -------------- | --------------------------------------------- |
| Никольский собор | арм. Սուրբ Նիկոլայ Մայր եկեղեցի |             | 1910           |                | Разрушен в 1931                               |
| Покровский собор |                                 |             | 1725           |                | Бывшая мечеть Реджепа-паши. Разрушен в 1930-е |